# Koreanisches Alphabet
Das koreanische Alphabet (koreanisch 한글 Han’gŭl, Hangŭl, Hangul, oder Hangeulⓘ, bzw. 조선글 Chosŏn’gŭl) ist eine Schrift, die für die koreanische Sprache entwickelt wurde. Das koreanische Alphabet wurde 1443 geschaffen und ist mit geringen Veränderungen heute die offizielle Schrift von Nord- und Südkorea.
Die koreanische Schrift ist wie die deutsche eine Buchstabenschrift. Es handelt sich also weder um eine logografische Schrift wie bei den chinesischen Zeichen noch um eine Silbenschrift wie die Schrift der Cherokee oder das mykenische Linear B. Das moderne koreanische Alphabet besteht aus 19 Konsonantenbuchstaben und 21 Vokalbuchstaben, die sich auf 14 Zeichen für Konsonanten und 10 Zeichen für Vokale zurückführen lassen. Die einzelnen Buchstaben werden jeweils silbenweise zusammengefasst, so dass jedes Silbenzeichen in ein imaginäres senkrecht stehendes Rechteck passt.
In diesem Artikel wird die Aussprache grundsätzlich in IPA angegeben. Phonetische Transkriptionen stehen in eckigen Klammern […], phonologische Transkriptionen zwischen Schrägstrichen /…/; Sprechsilben sind durch einen Punkt getrennt. Transliterationen koreanischer Schreibweisen stehen in spitzen Klammern ‹…›.

## Namen
| „Volksschrift“: [əːn.mun], 언문 / 諺文    |
| Chosŏn’gŭl: [ʦo.sən.ɡɯl], 조선글 / 朝鮮글 |
| „unsere Schrift“: [u.ri.ɡɯl], 우리글      |
| Hangeul (Han’gŭl): [haːn.ɡɯl], 한글       |

Bis Anfang des 20. Jahrhunderts wurde die Schrift meist „Volksschrift“ genannt.
In Nordkorea und in China wird die Schrift Chosŏn’gŭl genannt, nach dem Staatsnamen [ʦo.sən] 조선 – 朝鮮 Chosŏn bzw. nach der Bezeichnung der Volksgruppe in China, oder schlicht „unsere Schrift“.
In Südkorea wird die Schrift z. T. genauso wie in Nordkorea und China „unsere Schrift“ genannt, meist jedoch Hangeul, entsprechend dem Staatsnamen [haːn.ɡuk̚] 한국 – 韓國 Han’guk; diese Bezeichnung wurde erstmals vom Sprachwissenschaftler Chu Sigyŏng (周時經; 1876–1914) verwendet.

## Form
Die moderne alphabetische Reihenfolge der koreanischen Buchstaben sowie ihre Namen sind in Nordkorea und in Südkorea jeweils etwas unterschiedlich.

### Konsonanten
In der folgenden Tabelle sind die Konsonantenbuchstaben mit der „McCune-Reischauer-“ (MR), der „Yale-“ und der so genannten „revidierten Romanisierung“ (RR) des südkoreanischen Kultur- und Tourismusministeriums angeführt.
| Buchstabe | Phonem    | Name (Nordkorea) | Name (Nordkorea) | MR         | Yale   | RR     | Schreibweise    |
| --------- | --------- | ---------------- | ---------------- | ---------- | ------ | ------ | --------------- |
| ㄱ        | /⁠k⁠/       | ki.ɯk̚            | 기윽             | k / g      | k      | g / k  | Schreibweise k  |
| ㄴ        | /⁠n⁠/       | [ni.ɯn]          | 니은             | n          | n      | n      | Schreibweise n  |
| ㄷ        | /⁠t⁠/       | [ti.ɯt̚]          | 디읃             | t / d      | t      | d / t  | Schreibweise t  |
| ㄹ        | /⁠l⁠/       | [ɾi.ɯl]          | 리을             | r / l      | l      | r / l  | Schreibweise l  |
| ㅁ        | /⁠m⁠/       | [mi.ɯm]          | 미음             | m          | m      | m      | Schreibweise m  |
| ㅂ        | /⁠p⁠/       | [pi.ɯp̚]          | 비읍             | p / b      | p      | b / p  | Schreibweise p  |
| ㅅ        | /⁠s⁠/       | [si.ɯt̚]          | 시읏             | s          | s      | s      | Schreibweise s  |
| ㅇ        | /⁠ŋ⁠/ (/Ø/) | [i.ɯŋ]           | 이응             | – / ng     | – / ng | – / ng | Schreibweise ng |
| ㅈ        | /⁠ʦ⁠/       | [ʦi.ɯt̚]          | 지읒             | ch / j / t | c      | j / t  | Schreibweise ʦ  |
| ㅊ        | /ʦʰ/      | [ʦʰi.ɯt̚]         | 치읓             | ch’ / t    | ch     | ch / t | Schreibweise ʦʰ |
| ㅋ        | /kʰ/      | [kʰi.ɯk̚]         | 키읔             | k’ / k     | kh     | k      | Schreibweise kʰ |
| ㅌ        | /tʰ/      | [tʰi.ɯt̚]         | 티읕             | t’ / t     | th     | t      | Schreibweise tʰ |
| ㅍ        | /pʰ/      | [pʰi.ɯp̚]         | 피읖             | p’ / p     | ph     | p      | Schreibweise pʰ |
| ㅎ        | /⁠h⁠/       | [hi.ɯt̚]          | 히읗             | h / –      | h      | h / –  | Schreibweise h  |
| ㄲ        | /k͈/       | [tøːn.ɡi.ɯk̚]     | 된기윽           | kk / k     | kk     | kk / k |                 |
| ㄸ        | /t͈/       | [tøːn.di.ɯt̚]     | 된디읃           | tt / t     | tt     | tt / t |                 |
| ㅃ        | /p͈/       | [tøːn.bi.ɯp̚]     | 된비읍           | pp / p     | pp     | pp / p |                 |
| ㅆ        | /s͈/       | [tøːn.si.ɯt̚]     | 된시읏           | ss / t     | ss     | ss / t |                 |
| ㅉ        | /ʦ͈/       | [tøːn.ʣi.ɯt̚]     | 된지읒           | cch / t    | cc     | jj / t |                 |

Dies sind die Reihenfolge und die Bezeichnungen in Nordkorea. Der Buchstabe ㅇ wird nur als /⁠ŋ⁠/ am Silbenende in dieser Reihenfolge geführt; Wörter, in denen er als Vokalträger am Silbenanfang fungiert, werden am Ende des Alphabets unter den Vokalen eingereiht. In Nordkorea lauten die Buchstabenbezeichnungen phonologisch völlig regelmäßig /Ci.ɯC/, wobei C für den jeweiligen Konsonanten steht. Einige Buchstaben haben in Südkorea andere Bezeichnungen, die auf Ch’oe Sejin (s. u.) zurückgehen: ‹k› ㄱ heißt [ki.jək̚] 기역, ‹t› ㄷ [ti.ɡɯt̚] 디귿 und ‹s› ㅅ [si.ot̚] 시옷.
Die verdoppelten Zeichen zur Wiedergabe der gespannten Konsonanten wurden früher in ganz Korea als ([tøːn] 된) „dick, kräftig“ bezeichnet; in Nordkorea werden sie bis heute so genannt, in Südkorea hingegen werden sie heute als ([s͈aŋ] 쌍 / 雙 „doppelt“ bezeichnet: [s͈aŋ.ɡi.jək̚] 쌍기역, [s͈aŋ.di.ɡɯt̚] 쌍디귿 etc.).
In Südkorea gibt es mehrere übliche alphabetische Reihenfolgen, die alle auf dem folgenden Schema beruhen:
| ㄱ (ㄲ)   | ㄴ  | ㄷ (ㄸ)   | ㄹ  | ㅁ  | ㅂ (ㅃ)   | ㅅ (ㅆ)   | ㅇ      | ㅈ (ㅉ)   | ㅊ   | ㅋ   | ㅌ   | ㅍ   | ㅎ  |
| ‹k› (‹k͈›) | ‹n› | ‹t› (‹t͈›) | ‹l› | ‹m› | ‹p› (‹p͈›) | ‹s› (‹s͈›) | ‹ŋ›/‹Ø› | ‹ʦ› (‹ʦ͈›) | ‹ʦʰ› | ‹kʰ› | ‹tʰ› | ‹pʰ› | ‹h› |

Das Zeichen ㅇ wird dabei immer in dieser Reihenfolge geführt, egal, ob es für /ŋ/ steht oder nur als Vokalträger am Silbenanfang dient. Ob ein Konsonantenzeichen am Wortanfang verdoppelt ist oder nicht, wird in der Sortierung ignoriert; bei sonst gleichlautenden Wörtern wird das Wort mit dem Doppelkonsonanten-Zeichen nachgestellt. Doppelkonsonanten-Zeichen und Konsonantenkombinationen am Wortende werden entweder ignoriert oder extra sortiert, und zwar in folgender Reihenfolge:
| ㄱ  | ㄲ  | ㄳ   | ㄴ  | ㅧ   | ㄹ  | ㄺ   | ㄻ   | ㄼ   | ㄽ   | ㄾ    | ㄿ    | ㅀ   | ㅂ  | ㅄ   | ㅅ  | ㅆ  |
| ‹k› | ‹k͈› | ‹ks› | ‹n› | ‹ns› | ‹l› | ‹lk› | ‹lm› | ‹lp› | ‹ls› | ‹ltʰ› | ‹lpʰ› | ‹lh› | ‹p› | ‹ps› | ‹s› | ‹s͈› |

Konsonantenkombinationen am Silbenende werden „Untergestell“ ([pat̚.ʦʰim] 받침) genannt, z. B. [ɾi.ɯl ki.ɯk̚ pat̚.ʦim] bzw. [ɾi.ɯl ki.jək̚ pat̚.ʦim] für ‹lk› ㄺ.

### Vokale
Die Vokalbuchstaben und -Buchstabenkombinationen haben keine besonderen Namen. Die Vokallänge ist im Koreanischen bedeutungsunterscheidend; in der koreanischen Schrift wird jedoch nicht zwischen langen und kurzen Vokalen unterschieden.
| Buchstabe | Phonem | McC-R | Yale | RR  | Schreibweise     |
| --------- | ------ | ----- | ---- | --- | ---------------- |
| ㅏ        | /a/    | a     | a    | a   | Schreibweise a   |
| ㅑ        | /ja/   | ya    | ya   | ya  | Schreibweise ya  |
| ㅓ        | /ə/    | ŏ     | e    | eo  | Schreibweise ə   |
| ㅕ        | /jə/   | yŏ    | ye   | yeo | Schreibweise yeo |
| ㅗ        | /o/    | o     | o    | o   | Schreibweise o   |
| ㅛ        | /jo/   | yo    | yo   | yo  | Schreibweise yo  |
| ㅜ        | /u/    | u     | wu   | u   | Schreibweise u   |
| ㅠ        | /ju/   | yu    | yu   | yu  | Schreibweise yu  |
| ㅡ        | /ɯ/    | ŭ     | u    | eu  | Schreibweise ŭ   |
| ㅣ        | /i/    | i     | i    | i   | Schreibweise i   |
| ㅐ        | /ɛ/    | ae    | ay   | ae  | Schreibweise ɛ   |
| ㅒ        | /jɛ/   | yae   | yay  | yae | Schreibweise yae |
| ㅔ        | /e/    | e     | ey   | e   | Schreibweise e   |
| ㅖ        | /je/   | ye    | yey  | ye  | Schreibweise ye  |
| ㅚ        | /ø/    | oe    | oy   | oe  |                  |
| ㅟ        | /y/    | ue    | wi   | wi  |                  |
| ㅢ        | /ɰi/   | ŭi    | uy   | ui  |                  |
| ㅘ        | /wa/   | wa    | wa   | wa  |                  |
| ㅝ        | /wə/   | wŏ    | we   | wo  |                  |
| ㅙ        | /wɛ/   | wae   | way  | wae |                  |
| ㅞ        | /we/   | we    | wey  | we  |                  |

Dies ist die Reihenfolge der Vokalbuchstaben in Nordkorea. Die Reihenfolge in Südkorea lautet folgendermaßen:
| ㅏ  | ㅐ  | ㅑ   | ㅒ   | ㅓ  | ㅔ  | ㅕ   | ㅖ   | ㅗ  | ㅘ   | ㅙ   | ㅚ  | ㅛ   | ㅜ  | ㅝ   | ㅞ   | ㅟ  | ㅠ   | ㅡ  | ㅢ   | ㅣ  |
| ‹a› | ‹ɛ› | ‹ja› | ‹jɛ› | ‹ə› | ‹e› | ‹jə› | ‹je› | ‹o› | ‹wa› | ‹wɛ› | ‹ø› | ‹jo› | ‹u› | ‹wə› | ‹we› | ‹y› | ‹ju› | ‹ɯ› | ‹ɰi› | ‹i› |

### Silbenblöcke
| Anlaut: [ʦʰo.səŋ] 초성 / 初聲 Nukleus: [ʦuŋ.səŋ] 중성 / 中聲 Auslaut: [ʦoŋ.səŋ] 종성 / 終聲 |

Die einzelnen Buchstaben werden zu Blöcken zusammengesetzt, die jeweils einer Silbe entsprechen. Die Blöcke entsprechen einem aufrecht stehenden Rechteck, das rein äußerlich der Gestalt der chinesischen Schriftzeiten entspricht. In jeder geschriebenen Silbe gibt es drei Positionen: Anlaut, Nukleus und Auslaut. Bei Silben, die mit einem Vokal beginnen, wird die Anlautposition mit dem Zeichen ㅇ gefüllt. Die zweite Position wird mit einem Vokal- oder Diphthong-Buchstaben gefüllt. Die dritte Position wird entweder mit einem (seltener auch zwei) Konsonantenbuchstaben gefüllt oder bleibt leer.
Je nach der Form der Buchstaben werden die geschriebenen Silben unterschiedlich zusammengesetzt. Die Buchstaben verändern bei der Zusammensetzung jeweils ein wenig ihre Form, so dass die Silbe ungefähr in ein Quadrat passt.

#### Anlautkonsonanten
Bei ‹i› ㅣ und den davon abgeleiteten Vokalzeichen steht das Zeichen für den Anlautkonsonanten links.
Beispiele – ‹ha›, ‹hi›, ‹he›:
Bei ‹ɯ› ㅡ und den davon abgeleiteten Vokalzeichen steht das Zeichen für den Anlautkonsonanten oben.
Beispiele – ‹ho›, ‹hɯ›, ‹hu›:
Bei den Diphthong-Zeichen, die sowohl einen langen waagrechten als auch einen langen senkrechten Strich haben, steht das Zeichen für den Anlautkonsonanten links oben.
Beispiele – ‹hwa›, ‹hɰi›, ‹hwe›:

#### Auslautkonsonanten
Die Zeichen für den Auslautkonsonanten stehen jeweils darunter.
Beispiele – ‹hak›, ‹hok›, ‹hwak›:

### Rechtschreibung
Die moderne Rechtschreibung ist im Wesentlichen morphophonemisch, d. h., jedes Morphem wird stets gleich geschrieben, auch wenn die Aussprache variiert.
Einige phonologisch distinktive Merkmale werden in der Schrift jedoch nicht unterschieden. Die Länge oder Kürze von Vokalen ist bedeutungsunterscheidend, wird in der Schrift jedoch nicht ausgedrückt: Das Wort /⁠pəːl⁠/ 벌 „Biene“ wird beispielsweise genauso geschrieben wie das Wort /⁠pəl⁠/ 벌 / 罰 „Strafe“. Die gespannte Aussprache von Konsonanten wird in der Schrift nicht immer ausgedrückt: /⁠kaːŋɡa⁠/ 강가 / 江가 „Flussufer“ wird gleich geschrieben wie /⁠kaŋk͈a⁠/ 강가 / 降嫁 „Heirat unter dem Stand“.
Als die Schrift geschaffen wurde, wurden die Buchstaben im Wesentlichen nach den Sprechsilben zu Blöcken angeordnet. Später – vor allem nach einem Vorschlag von 1933 – wurde nicht mehr nach Sprechsilben, sondern morphophonemisch geschrieben. Beispiele:
- [haːn.ɡu.ɡin] „(Süd)koreaner“ wird ‹han.kuk.in› 한국인 (statt ‹han.ku.kin› 한구긴) geschrieben, weil es aus den Morphemen /haːn/+/kuk/ „(Süd)korea“ und /in/ „Mensch“ besteht.
- [kap̚] „Preis“ wird ‹kaps› 값 geschrieben, denn wenn beispielsweise das Nominativsuffix /⁠i⁠/ hinzutritt, wird das Wort [kap̚.si] gesprochen (und ‹kaps.i› 값이 geschrieben). Das Phonem /⁠s⁠/ gehört zum Stamm, obwohl es am Wortende (wenn das Wort ohne Suffix verwendet wird) nicht realisiert wird.
- [ki.pʰɯn] „tief sein“ wird ‹kipʰ.ɯn› 깊은 (statt ‹ki.pʰɯn› 기픈) geschrieben, weil der Stamm /kipʰ/ lautet und /ɯn/ ein Suffix ist, d. h. das /pʰ/ ᄑ zum Stamm gehört. Das Prinzip gilt für alle Ableitungen:
  - [kip̚.k͈o] „tief und“ schreibt man ‹kipʰ.ko› 깊고 (statt ‹kip.k͈o› 깁꼬),
  - [kim.ni] „ist es tief?“ schreibt man ‹kipʰ.ni› 깊니 (statt ‹kim.ni› 김니) und
  - [ki.pʰi] „Tiefe“ schreibt man ‹kipʰ.i› 깊이 (statt ‹ki.pʰi› 기피) etc.[12]

Morphophonemischer Lautwechsel wird in der Schrift grundsätzlich nicht berücksichtigt (außer – in der südkoreanischen Rechtschreibung – die Allophone von  /⁠l⁠/ ㄹ, siehe Abschnitt Varietäten).

### Leerräume und Zeichensetzung
Wörter werden durch Leerräume getrennt, wobei alle Suffixe und Partikeln mit dem vorhergehenden Wort zusammengeschrieben werden. Es werden im Wesentlichen die gleichen Satzzeichen verwendet wie in den europäischen Sprachen.

### Schreibrichtung
Die Silbenblöcke wurden ursprünglich so wie bei der chinesischen Schrift in Spalten von oben nach unten geschrieben und die Spalten wurden von rechts nach links angeordnet. Bücher wurden daher aus europäischer Sicht „von hinten“ gelesen. Bei modernen Druckerzeugnissen ist die Schreibrichtung jedoch so wie bei europäischen Sprachen von links nach rechts in Zeilen, die von oben nach unten angeordnet sind.

## Varietäten
| „Kultursprache“: [mun.hwa.ə] 문화어 / 文化語 „Standardsprache“: [pʰjo.ʣu.nə] 표준어 / 標準語 |

Es gibt einige Unterschiede in der Rechtschreibung zwischen Nord- und Südkorea. In der Standardvarietät Nordkoreas („Kultursprache“) wird das Phonem /⁠l⁠/ in sinokoreanischen Wörtern auch am Silbenanfang und im Wortinneren stets [⁠ɾ⁠] gesprochen und auch geschrieben. In der Standardvarietät Südkoreas („Standardsprache“) wird es nach bestimmten Regeln häufig entweder nicht realisiert oder [⁠n⁠] gesprochen und teilweise (am Wortanfang) auch so geschrieben:
| Nordkorea                | Südkorea                 | Hanja (chinesisch) | Bedeutung        |
| ------------------------ | ------------------------ | ------------------ | ---------------- |
| [ɾjək̚.s͈a] ‹ɾjək.sa› 력사 | [jək̚.s͈a] ‹jək.sa› 역사   | 歷史               | „Geschichte“     |
| [toŋ.ɾip̚] ‹tok.ɾip› 독립 | [toŋ.nip̚] ‹tok.ɾip› 독립 | 獨立               | „Unabhängigkeit“ |
| [ɾo.doŋ] ‹ɾo.toŋ› 로동   | [no.doŋ] ‹no.toŋ› 노동   | 勞動               | „Arbeit“         |

In Südkorea wird dadurch das morphophonetische Prinzip zugunsten einer Annäherung an die Aussprache gebrochen:
| Nordkorea               | Südkorea                | Hanja (chinesisch) | Bedeutung        |
| ----------------------- | ----------------------- | ------------------ | ---------------- |
| [njə.ʣa] ‹njə.ʦa› 녀자  | [jə.ʣa] ‹jə.ʦa› 여자    | 女子               | „Frau“           |
| [miː.ɾɛ] ‹mi.ɾɛ› 미래   | [miː.ɾɛ] ‹mi.ɾɛ› 미래   | 未來               | „Zukunft“        |
| [ɾɛː.wəl] ‹ɾɛ.wəl› 래월 | [nɛː.wəl] ‹nɛ.wəl› 내월 | 來月               | „nächster Monat“ |

Auch andere Wörter werden in Nordkorea und in Südkorea z. T. jeweils unterschiedlich geschrieben.

## Verwendung chinesischer Zeichen
| chinesische Schriftzeichen: [haːn.ʦ͈a] 한자 / 漢字 (Hancha, Hanja) |

Nach einem königlichen Dekret von 1894 sollten alle Regierungsdokumente ausschließlich mit dem koreanischen Alphabet geschrieben werden. Die meisten Zeitungen verwendeten weiterhin chinesische Schriftzeichen für Lehnwörter aus dem Chinesischen und das koreanische Alphabet für rein koreanische Wörter sowie Suffixe und Partikeln. Diese gemischte Schreibweise setzte sich allgemein durch.
Nordkorea
In Nordkorea wurde 1949 die Verwendung chinesischer Zeichen im Alltag abgeschafft. Später wurde an den Schulen teilweise eine gewisse Anzahl chinesischer Zeichen gelehrt; sie werden jedoch in Druckerzeugnissen und im Alltag praktisch nicht verwendet.
Südkorea
In Südkorea gab es ein Hin und Her zwischen Verbot und Zulassung chinesischer Schriftzeichen:
- Die südkoreanische Nationalversammlung verabschiedete 1948 ein Gesetz, das die ausschließliche Verwendung des koreanischen Alphabets vorschrieb. Dies wurde im Schulwesen befolgt, jedoch nicht in den Medien und anderen Bereichen der Gesellschaft.
- 1956 und 1957 folgten Präsidentendekrete, die ebenfalls wenig Erfolg hatten.
- 1964 schrieb das Bildungsministerium vor, dass 1300 gebräuchliche chinesische Schriftzeichen an den Schulen unterrichtet werden.
- 1970 wurde der Gebrauch von chinesischen Zeichen in Dokumenten und Schulbüchern wieder verboten.
- Ab 1972 wurden wieder 1800 chinesische Schriftzeichen an den Mittelschulen gelehrt und 1975 erschienen entsprechende Schulbücher. Zeitungen und wissenschaftliche Publikationen beschränken sich jedoch in der Regel nicht auf diese 1800 chinesischen Zeichen.[16]

In Texten, die ansonsten ausschließlich mit dem koreanischen Alphabet geschrieben sind, werden chinesische Schriftzeichen manchmal angegeben, um die Etymologie bzw. die Bedeutung von Eigennamen und Homophonen zu klären.

## Geschichte

### Ältere Schriften

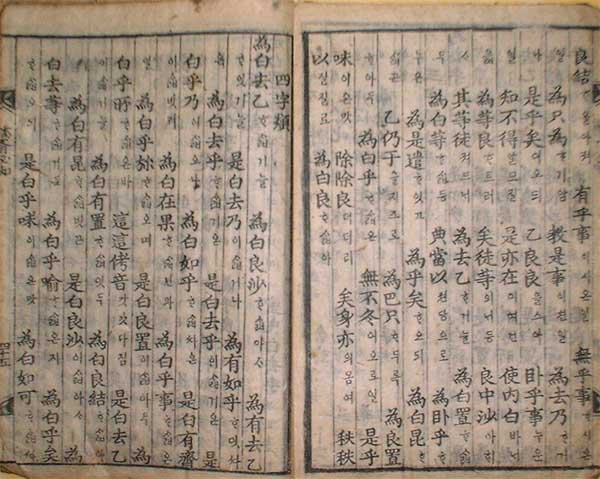
Ausschnitt aus dem Yusŏ P’ilchi儒胥必知, einem konfuzianischen Klassiker mit Ridu.

Ursprünglich war die einzige Schriftsprache in Korea klassisches Chinesisch.
Ab der frühen Koryŏ-Dynastie wurde ein System namens Hyangch’al [hjaŋ.ʦʰal] 향찰 / 鄕札 („einheimische Buchstaben“) verwendet, um rein koreanische Texte mit chinesischen Zeichen zu schreiben.
| [riː.du] 리두 / 吏讀, 吏頭 [riː.do] 리도 / 吏道 [riː.mun] 리문 / 吏文 |

Um 692 n. Chr. soll Minister Sŏlch’ong 薛聰 die Beamtenschrift idu erfunden bzw. systematisiert haben. Mit diesem System wurden vor allem Eigennamen, Lieder und Gedichte sowie Anmerkungen zu chinesischsprachigen Texten geschrieben. Koreanische Wörter wurden entweder nach dem Rebus-Prinzip mit chinesischen Zeichen ähnlicher Bedeutung (Logogramme; vgl. Synonymie) oder mit chinesischen Zeichen ähnlicher Aussprache (Phonogramme; vgl. Homonymie) geschrieben:
| Koreanisch    | Ridu | Anmerkung                                                    |
| ------------- | ---- | ------------------------------------------------------------ |
| /pəl/ „hell“  | 明   | nach der Bedeutung des chinesischen Zeichens für míng „hell“ |
| /pam/ „Nacht“ | 夜   | nach der Bedeutung des chinesischen Zeichens für yè „Nacht“  |

Im 13. Jahrhundert wurden vereinfachte chinesische Zeichen namens Gugyeol ([ku.ɡjəl] 구결 / 口訣 bzw. to [tʰo] 토 / 吐) für Anmerkungen zu chinesischen Texten bzw. zur lautlichen Wiedergabe koreanischer Silben verwendet. Laut Vovin soll Gugyeol der Vorfahre der japanischen Schrift des Katakana gewesen sein, bzw. dessen Vorgängers Man'yōgana von welchem Katakana abstammt. Argumente hierfür finden sich in der Sammlung von japanischen Gedichten Man’yōshū als auch in der identischen Phonetik der beiden Schriften.
Für die Poesie wurde Hyangga verwendet, welches nach demselben Prinzip wie Hyangchal funktionierte. Hyangga und Hyangchal geben den phonetischen Gehalt der kontemporären Altkoreanischen Sprache wider, während Idu und Gugyeol als Abstraktionen von bereits vorhandenen chinesischen Zeichen existierten.

### Neue Schrift

Erste Seite aus den Volkstümlichen Erläuterungen zu den „Richtigen Lauten zur Unterweisung des Volkes“ («‹訓民正音›諺解本» 1a)

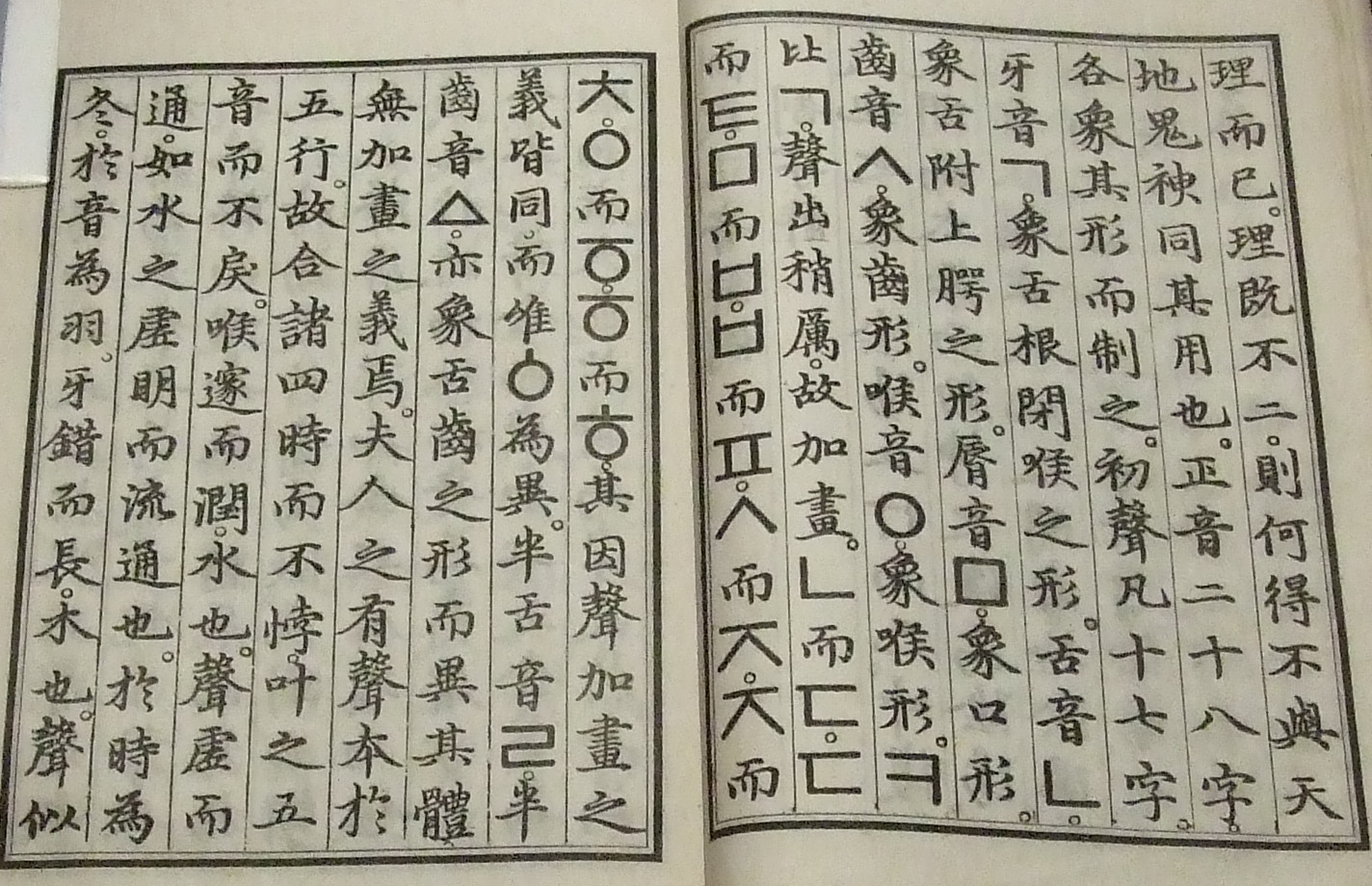
Doppelseite aus den Erläuterungen und Beispielen zu den „Richtigen Lauten zur Unterweisung des Volkes“ («‹訓民正音›解例本» 5b und 6a)

Mitte des 15. Jahrhunderts wurde unter König Sejong schließlich ein Alphabet aus 17 Konsonanten- und 11 Vokalzeichen geschaffen. Die Schrift wird in dem Werk Die richtigen Laute zur Unterweisung des Volkes (訓民正音) vorgestellt, das König Sejong selbst zugeschrieben wird. Gleichzeitig erschien der Kommentar Erklärungen und Beispiele zu den korrekten Lauten zur Unterweisung des Volkes (訓民正音解例) von Gelehrten der königlichen Akademie der Würdigen (集賢殿). Beide Bücher sind auf Chinesisch verfasst.
Das erste Werk, das in dem neuen Alphabet geschrieben wurde, waren die Lieder der gen Himmel fliegenden Drachen (龍飛御天歌), das die Gründung der Chosŏn-Dynastie sowie die Vorgänger von Sejong besingt:
| 불휘 기픈 남ᄀᆞᆫ ᄇᆞᄅᆞ 매 아니 뮐ᄊᆡ                    | Ein Baum mit tiefen Wurzeln wird vom Wind nicht gebeugt, |
| 곶 됴코 여름 하ᄂᆞ니                                 | blüht reichlich und trägt Früchte.                       |
| ᄉᆡ미 기픈 므른 ᄀᆞᄆᆞ래 아니 그츨ᄊᆡ                   | Wasser aus einer tiefen Quelle versiegt bei Dürre nicht, |
| 내히 이러 바ᄅᆞ래 가ᄂᆞ니                             | wird zum Strom und fließt ins Meer.                      |
| (aus den Liedern der gen Himmel fliegenden Drachen) |                                                          |

Der erste buddhistische Text in der neuen Schrift waren die Episoden aus dem Leben Buddhas (釋譜詳節), gefolgt von den Melodien des Mondes, der auf tausend Flüsse scheint (月印千江之曲) und dem Aussprachewörterbuch Die korrekten Reime des Landes im Osten (東國正韻) – alle drei Werke stammen aus dem Jahr 1447.
Im Jahr 1449 wurde das erste Buch in dem neuen Alphabet mit metallenen Lettern gedruckt. Es ist jedoch nicht erhalten.
Im Jahr 1527 ordnete Ch’oe Sejin 崔世珍 (1478?–1543) die Buchstaben in seinem Chinesisch-Lehrbuch Hunmong Chahoe 訓蒙字會 neu an und gab einigen Konsonanten Namen, deren erste Silbe jeweils mit dem entsprechenden Laut beginnt und deren zweite Silbe mit dem entsprechenden Laut endet:
- ㄱ ‹k› 其役 /ki.jək/
- ㄴ ‹n› 尼隱 /ni.ɯn/
- ㄷ ‹t› 池末 /ti.kɯt/[32]
- ㄹ ‹l› 梨乙 /li.ɯl/
- ㅁ ‹m› 眉音 /mi.ɯm/
- ㅂ ‹p› 非邑 /pi.ɯp/
- ㅅ ‹s› 時衣 /si.əs/[33]
- ㆁ ‹ŋ› 異凝 /ŋi.ɯŋ/

### Modernisierung
Der Vokalbuchstabe ㆍ ‹ɐ›, die drei Konsonantenbuchstaben ㅿ ‹z›, ㆆ ‹ʔ› und ㆁ ‹ŋ› (auch am Silbenanfang; zusammengefallen mit ㅇ), die Kombinationen ㅸ, ㅹ, ㆄ, ㅱ, ㆅ, ᅇ sowie die zahlreichen Konsonantenhäufungen am Silbenanfang wurden später abgeschafft, da die entsprechenden Laute bzw. Lautfolgen im modernen Koreanisch nicht mehr existieren. Für welche Laute diese Zeichen ursprünglich standen, ist umstritten; einige wurden nur für chinesische bzw. sinokoreanische Wörter verwendet. Für chinesische Wörter gab es ursprünglich auch modifizierte Versionen der Buchstaben ㅅ ‹s›, ㅆ ‹s͈›, ㅈ ‹ʦ›, ㅉ ‹ʦ͈› und ㅊ ‹ʦʰ› (nämlich ᄼ, ᄽ, ᅎ, ᅏ und ᅔ sowie ᄾ, ᄿ, ᅐ, ᅑ und ᅕ) sowie viele Kombinationen von Vokalzeichen, die heute nicht mehr verwendet werden.
Das Koreanisch des 15. Jahrhunderts war eine Tonsprache und die Töne wurden in der Schrift ursprünglich durch Punkte links neben dem Silbenblock markiert. Diese Tonzeichen wurden später ebenfalls abgeschafft, obwohl sich die entsprechenden Phoneme teilweise auch im modernen Koreanisch (als Vokallänge) niederschlagen.

### Vorübergehendes Verbot
1910 fand die Annexion Koreas durch Japan statt. Während in den für Koreaner bestimmten Schulen zunächst weiterhin auch die koreanische Schrift gelehrt wurde, wurde seit 1943 an allen Schulen Japanisch alleinige Unterrichtssprache und Koreanisch nur noch zum Wahlfach. Auch in den Medien wurde der Gebrauch der koreanischen Sprache und Schrift ab 1937 eingeschränkt und 1944 vollständig eingestellt. Die Hangeul Sprachgesellschaft legte 1933 die ersten einheitlichen orthographischen Regeln fest (u. a. erhielten die Jamo damals ihre heute gebräuchlichen Namen). Die meisten Mitglieder wurden bis 1944 verhaftet, gefoltert und hingerichtet.

## Verwendung in nichtkoreanischen Sprachen
Seit 2009 wird Hangeul auch neben der Lateinschrift für die Cia-Cia-Sprache auf Sulawesi verwendet, aufgrund einer Entscheidung der größten Stadt in deren Sprachgebiet, Bau-Bau.
Um alle Laute des Cia-Cia in der Hangeul-Schrift niederschreiben zu können, wurde das Zeichen ㅸ, welches im Koreanischen außer Gebrauch ist, für den Laut /v/ verwendet. Die koreanische King Sejong Institute Foundation stellte die Unterstützung für das Projekt 2012 aus finanziellen Gründen ein. Hangeul wird jedoch in dem Gebiet weiterhin verwendet (Stand Oktober 2023).

## Buchstabenformen
Nach der traditionellen Darstellung sind die grafisch einfachsten Konsonantenzeichen vereinfachte Abbildungen der Sprechwerkzeuge bei der Aussprache der entsprechenden Laute. Nach Forschungsergebnissen von Gari K. Ledyard sind die Zeichen für die phonetisch einfachsten Konsonanten von der ’Phagspa-Schrift abgeleitet.

### Legenden
Es gibt zahlreiche Legenden über die Schrift und ihre Entstehung. Nach einer Legende wurde sie vom Gitterwerk auf traditionellen koreanischen Türen inspiriert; nach einer anderen Legende von den Mustern, die Seidenraupen in Maulbeerblätter fressen.

### Tradition
Die drei ursprünglichen Vokal-Grundzeichen sollen nach kosmologischen Vorstellungen Himmel (ㆍ ‹ɐ›), Erde (ㅡ ‹ɯ›) und Mensch (ㅣ ‹i›) abbilden. Aus ihnen sind alle übrigen Vokale und Diphthonge abgeleitet. Der Punkt wurde in diesen Kombinationen später zu einem kurzen Strich. Im Folgenden sind nur die heute noch verwendeten Kombinationen angeführt:
- ㅣ ‹i› → ㅏ ‹a› → ㅑ ‹ja›
- ㅣ ‹i› → ㅓ ‹ə› → ㅕ ‹jə›
- ㅡ ‹ɯ› → ㅗ ‹o› → ㅛ ‹jo›
- ㅡ ‹ɯ› →ㅜ ‹u› → ㅠ ‹ju›

Weitere Ableitungen, mit nachgestelltem ㅣ ‹i›:
- ㅏ ‹a› → ㅐ ‹ɛ›
- ㅑ ‹ja› → ㅒ ‹jɛ›
- ㅓ ‹ə› → ㅔ ‹e›
- ㅕ ‹jə› → ㅖ ‹je›
- ㅡ ‹ɯ› → ㅢ ‹ɰi›
- ㅗ ‹o› → ㅚ ‹ø›
- ㅜ ‹u› → ㅟ ‹y›

Weitere Ableitungen, mit vorangestelltem ㅗ ‹o›:
- ㅏ ‹a› → ㅘ ‹wa› (‹o›+‹a›)
- ㅐ ‹ɛ› → ㅙ ‹wɛ› (‹o›+‹a›+‹i›)

Weitere Ableitungen, mit vorangestelltem ㅜ ‹u›:
- ㅓ ‹ə› → ㅝ ‹wə› (‹u›+‹ə›)
- ㅔ ‹e› →ㅞ ‹we› (‹u›+‹ə›+‹i›)

Die grafisch einfachsten fünf Konsonantenzeichen sollen die Stellung der Sprechwerkzeuge bei der Aussprache der entsprechenden Laute abbilden:
- ㄱ ‹k› soll die Zungenwurzel darstellen, die den Rachen blockiert (von links gesehen).
- ㄴ ‹n› soll die Zungenspitze darstellen, welche die Alveolen berührt (von links gesehen).
- ㅁ ‹m› soll die Lippen darstellen.
- ㅅ ‹s› soll die Schneidezähne darstellen.
- ㅇ ‹Ø› soll einen Querschnitt durch den Hals darstellen.

Nach dieser Vorstellung sind die beiden Buchstaben ㄱ ‹k› und ㄴ ‹n› vereinfachte Darstellungen, wie die entsprechenden Konsonanten ausgesprochen wurden, und die drei anderen Buchstaben ㅁ ‹m›, ㅅ ‹s› und ㅇ ‹Ø› vereinfachte Abbildungen der involvierten Sprechorgane. Die übrigen Konsonantenzeichen sind von diesen Buchstaben abgeleitet:
- ㄱ ‹k› → ㅋ ‹kʰ›
- ㄴ ‹n› → ㄷ ‹t› → ㅌ‹tʰ›
- ㅅ ‹s› → ㅈ ‹ʦ› → ㅊ‹ʦʰ›
- ㅇ ‹Ø› → ㆆ ‹ʔ› → ㅎ ‹h›

Dies wäre das erste und einzige Mal, dass artikulatorische Merkmale in die Gestaltung einer Schrift eingeflossen sind. Diese Annahme ist jedoch umstritten.

### ’Phagspa

Obere Zeilen: Die ’Phagspa-Buchstaben k, t, p, s und l und ihre koreanischen Entsprechungen k, t, p, ts und l.
Untere Zeilen: In der ’Phagspa-Schrift sind die Zeichen für w, v und f vom Buchstaben h mit darunter gestelltem w abgeleitet; die koreanischen Entsprechungen sind vom Buchstaben p und seinen Ableitungen mit einem darunter gestellten Kreis gebildet.

Das koreanische Alphabet wurde nicht in einem intellektuellen Vakuum geschaffen. König Sejong war in der traditionellen chinesischen Phonologie bewandert und hatte die Schriften der Nachbarländer Koreas studiert.
Nach Gari K. Ledyard und anderen Sprachwissenschaftlern sind zumindest die phonetisch einfachsten fünf Zeichen (ㄱ ‹k›, ㄷ ‹t›, ㄹ ‹l›, ㅂ ‹p› und ㅈ ‹ʦ›) von den entsprechenden Zeichen der ’Phagspa-Schrift (ꡂ ‹g›, ꡊ ‹d›, ꡙ ‹l›, ꡎ ‹b› und ꡛ ‹s›) abgeleitet, die wiederum auf die tibetische Schrift (ག ‹ɡ›, ད ‹d›, ལ ‹l›, བ ‹b› und ས ‹s›) zurückgeht.
Nach dieser Theorie ließen sich einige Zeichen der koreanische Schrift letztlich auf den gleichen semitischen Ursprung zurückführen wie die Schriften Indiens, Europas und Südostasiens sowie Hebräisch und Arabisch. Vier der fünf genannten Buchstaben wären demnach mit ihren griechischen (Γ, Δ, Λ, Β) und lateinischen Entsprechungen (G, D, L, B) verwandt.

## Druck
Bleisatz-Druckereien verwendeten Lettern für Silbenblöcke, nicht für einzelne Buchstaben. Für den Satz waren daher bis zu 2500 Lettern nötig.

## Computer
In der Datenverarbeitung am Computer werden in der Regel nicht einzelne Buchstaben, sondern jeweils ganze Silbenkombinationen als Einheiten betrachtet und kodiert. Da es Tausende mögliche Silben gibt, erfolgt die Eingabe über die Tastatur Buchstabe für Buchstabe und spezielle Software wandelt die buchstabenweise Eingabe in eine silbenweise Kodierung und Darstellung um.

### Unicode
Alle 11.172 möglichen Silbenkombinationen, die zur Schreibung des modernen Koreanisch gebraucht werden, wurden Silbe für Silbe in Unicode kodiert. Die koreanische Schrift ist in Unicode auf vier Bereiche verteilt: ganze Silben (Unicode-Block Hangeul-Silbenzeichen, U+AC00 bis U+D7A3); Anlautkonsonanten, Vokal-Nuklei und Auslautkonsonanten (Unicode-Block Hangeul-Jamo, U+1100 bis U+11FF); moderne und nicht mehr verwendete Buchstaben für Rückwärtskompatibilität mit EUC-KR (Unicode-Block Hangeul-Jamo, Kompatibilität, U+3131 bis U+318E); und halbbreite Buchstaben (Teile von Unicode-Block Halbbreite und vollbreite Formen, U+FFA0 bis U+FFDC).

### Eingabe
Es gibt mehrere koreanische Tastaturbelegungen. Die gebräuchlichste Tastaturbelegung in Südkorea heißt [tuː.bəl.sik̚] 두벌식 (Transliteration: Dubeolsik). Bei dieser Belegung werden die Konsonantenzeichen mit der linken und die Vokalzeichen mit der rechten Hand angeschlagen.

## Transkription
Bis vor kurzem waren die zwei gebräuchlichsten Systeme zur Transkription des Koreanischen in lateinischer Schrift die McCune-Reischauer-Umschrift und die Yale-Transkription. Die Yale-Transkription wird vor allem in sprachwissenschaftlichen Werken und z. T. in Lehrbüchern verwendet, das McCune-Reischauer-System in allen anderen wissenschaftlichen Publikationen.
Die Yale-Transkription folgt im Wesentlichen der Schreibweise mit koreanischen Buchstaben; die Phoneme /n/ und /l/ am Silbenanfang in sinokoreanischen Wörtern, die in Südkorea z. T. nicht ausgesprochen werden, werden mit den hochgestellten Buchstaben n und l bezeichnet und das Phonem am Silbenende, das bei Zusammensetzungen eine gespannte Aussprache des folgenden Konsonanten bewirkt, wird als q transkribiert. Langvokale werden durch ein Längezeichen (waagrechter Strich über dem Vokalbuchstaben) gekennzeichnet.
Die McCune-Reischauer-Transkription ist stärker an die phonetische Realisierung angelehnt.
Weder die Yale- noch die McCune-Reischauer-Transkription kann ohne Sprachkenntnisse direkt vom koreanischen Schriftbild abgeleitet werden.
Im Jahr 1984 gab das südkoreanische Ministerium für Kultur und Tourismus ein neues Transkriptionssystem heraus, das im Wesentlichen auf der McCune-Reischauer-Transkription beruht. Die so genannte „revidierte Romanisierung“ ist seit dem Jahr 2000 die offizielle Umschrift für die koreanische Sprache in Südkorea.